# Últimogenitura

Diagrama de ultimogénesis agnática.

Últimogenitura, también conocida como postremogenitura o derecho del menor, es la tradición de privilegio en una herencia para el último hijo. Esta tradición ha sido menos frecuente históricamente que la primogenitura (herencia exclusiva del primogénito) o herencia parcial (división de la herencia entre los hijos).

## Ventajas y desventajas
La últimogenitura podría considerarse apropiada en circunstancias en las que a los hijos más jóvenes se les asignó el papel de cuidado de los padres y quedarse en el hogar, mientras que los hijos mayores contaron con tiempo y oportunidad de tener éxito en el mundo y mantenerse por ellos mismos. En una variación del sistema, los hijos mayores podrían haber recibido una parte de la tierra y los bienes muebles a una edad más temprana, por ejemplo, al casarse y formar su propia familia. La últimogenitura también podía considerarse apropiada para los patrimonios de los gobernantes y propietarios de edad avanzada, cuyos hijos mayores eran probablemente adultos maduros.
Aquellos que se benefician de ignorar la estipulación bajo la últimogenitura tienen más facilidad para hacerlo, en comparación con otras leyes de sucesión. Está el hecho de que los hermanos mayores, especialmente los primogénitos del género masculino, serían fuertemente incentivados para eludir la tradición, incluso más si la herencia de primogenitura es un concepto culturalmente familiar. Y dado que los hermanos mayores probablemente tengan más tiempo y oportunidades para obtener poder, riqueza, experiencia e influencia antes de la herencia, sería más probable que las tradiciones de últimogenitura sean ignoradas o incluso descartadas. Esto puede lograrse mediante la coerción, el asesinato, el fratricidio o incluso el parricidio para ascender en el orden de sucesión. Esta puede ser una explicación de por qué las tradiciones de primogenitura tienden a ser más frecuentes que las de últimogenitura. 

## Ejemplos de uso
- Muchas tradiciones folclóricas en todo el mundo incluyen figuras importantes que eran hermanos menores, aunque están sujetas a varias interpretaciones. Varios personajes bíblicos importantes -incluidos Isaac, Jacob y David[1]- se describen como hijos o hijas más jóvenes, lo que lleva a algunos eruditos a proponer una práctica prehistórica de últimogenitura entre los hebreos, aunque esta forma de herencia no está respaldada por el texto conservado.[2] En algunos mitos griegos tempranos, la realeza se confirió por matrimonio a una ninfa tribal, que fue seleccionada por últimogenitura o el éxito en una carrera.[3]
- En Inglaterra, últimogenitura patrilineal (es decir, la herencia del hijo varón más joven que sobrevive) se conoce como "Borough English",[4][a] ya que esta tradición se realizaba en muchas áreas rurales de Inglaterra o boroughs. Se aplicaba sólo a los que morían intestados (sin hijos herederos) y, con frecuencia, aunque no de forma universal, incluía también el principio de la herencia por el hermano menor del difunto. Con menos frecuencia, la práctica se extendía a la hija menor, la hermana, la tía, etc. Su origen es muy discutido, pero los normandos, que generalmente practicaban la primogenitura, la consideraban un legado sajón. Un caso judicial de 1327 determinó que era una práctica del burgo inglés de Nottingham, pero no del distrito "francés" de la ciudad. La tradición también se encontraba en muchas zonas rurales de Inglaterra en las que las tierras se poseían en régimen de tenencia por servidumbre. También se produjo en los señoríos de Hampshire, Surrey, Middlesex, Suffolk y Sussex en los que la costumbre señorial dictaba que la forma de herencia era la ultimogenitura.
- En el Ducado alemán de Saxe-Altenburg, tierra-los holdings tradicionalmente pasados al hijo más joven, quién entonces podría emplear sus hermanos más viejos cuando trabajadores de granja.[6]
- En India, matrilineal ultimogeniture está practicado por el Khasi personas de Meghalaya, donde la herencia es tradicionalmente pasada abajo a la hija más joven. A pesar de que las porciones de la propiedad están divididas entre siblings, el bulk de la participación, incluyendo la "chimenea ancestral", es bestowed en la hija más joven (ka khadduh), quién es también esperado para cuidar de los padres de envejecimiento, así como cualquier unmarried siblings. Como consecuencia, el matrimonio a la hija más joven es uxorilocal, cuando opposed a matrimonio al otro siblings, el cual es neolocal.
- Entre el Malabar comunidad cristiana siria de Kerala en India del sur, una variante de ultimogeniture está practicado, donde el hijo más joven consigue la casa ancestral (tharavad) y propiedad contigua y está esperado para cuidar de sus padres ancianos, mientras sus hermanos grandes también consiguen una participación de la propiedad aunque viven por separado; las hijas están concedidas un bounteous dote, pero tradicionalmente no recibe herencia de propiedad.[7][8] Solo si no hay ningún hijo, el marido de la hija más joven es formalmente abrazado al familiar cuando hijo adoptado (dathu puthran) para cumplir la función del hijo más joven.[8][7]
- En algún southwestern áreas de Japón, la propiedad era tradicionalmente apportioned por una versión modificada de ultimogeniture sabido como masshi souzoku (末子相続). Una propiedad estuvo distribuida igualmente entre todos los hijos o niños, exceptúa que el más joven recibido una participación doble como recompensa para preocuparse para los padres ancianos en sus últimos años. Las encuestas oficiales condujeron durante los años tempranos del Meiji era demostró que la forma familiar más común durante el país durante el Edo el periodo estuvo caracterizado por estructura de raíz, descenso patrilineal, patrivirilocal [la aclaración necesitada] residencia y primogenitura patrilineal, pero en algún southwestern áreas esta combinación de partible herencia y ultimogeniture era a veces empleó.[9]
- Entre Mongols, cada hijo parte recibida del rebaño familiar cuando case, con los hijos grandes que reciben más del más jóvenes unos, pero el asiento ancestral estuvo heredado por el más joven junto con su participación del rebaño.[10] Así mismo, cada hijo parte heredada de las tierras de camping de la familia y pastos, con los hijos grandes que reciben más del más jóvenes unos, pero más lejanos afield de la tienda familiar. (s unidades familiares a menudo quedarían cerca bastante para cooperación cercana, aun así extendió las familias inevitablemente romperían arriba después de que unas cuantas generaciones.)  De modo parecido, Genghis Khan el imperio estuvo dividido entre todo cuatro de sus hijos, pero la patria mongola estuvo pasada a su más joven, Tolui.[11]
- Los kachines del norte de Birmania y el sur de China instruyen tradicionalmente a los hijos mayores para que se muden a la madurez, dejando que el hijo más pequeño herede la propiedad familiar.[12]